# Чемпіонат Гаїті з футболу
Чемпіонат Гаїті з футболу (офіційна назва — Ліга Гаїті) (фр. Ligue Haïtienne) — змагання з футболу з-поміж клубів Гаїті, в ході якого визначається чемпіон країни й представники міжнародних клубних змагань. Проводиться під егідою Гаїтянської футбольної федерації. Головне футбольне змагання країни, вищий дивізіон у системі футбольних ліг Гаїті. У турнірі беруть участь 20 команд, є система підвищення в класі та вибування з Дивізіоном 2.
Гаїтянські клуби беруть участь у континентальному турнірі Ліга чемпіонів КОНКАКАФ.

## Історія

### Заснування
Створений 1937 року, очолюється Федерацією футболу Гаїті, офіційним керівним футбольним органом країни. Команди чемпіонів та віце-чемпіону турніру кваліфікується для участі в Лізі чемпіонів КОНКАКАФ з першого раунду Клубного чемпіонаті КФС. 20 команд беруть участь у цій лізі та змагаються за національний титул. «Расінг Клуб Аїтьєн», який має 14 національних титулів, залишається найтитулованішим клубом на теперішній час. 

### Подальша історія
У 2000-х роках формат турніру декілька разів зазанавав змін. На теперішній час проходить за зразком інших Південноамериканських чемпіонатів, в режимі увертюр та клотюр.
Лише сезони 2012 та 2013 років проводилися за класичним річним календарем. У сезоні 2005/06 років було три чемпіонати. Окрім цього, у період з 2019 по 2022 рік ми спостерігаємо припинення або скасування шести з семи турнірів.

## Переможці та фіналісти
| Сезон                  | Чемпіон                                     | Рахунок                                     | Віце-чемпіон                                |
| ---------------------- | ------------------------------------------- | ------------------------------------------- | ------------------------------------------- |
| 1937/38                | «Расінг Клуб Аїтьєн»                        |                                             |                                             |
| 1939                   | «Віолетт»                                   |                                             |                                             |
| 1940                   | «Отюї Бакарді Клуб»                         |                                             |                                             |
| 1941                   | «Расінг Клуб Аїтьєн»                        |                                             |                                             |
| 1942                   | «Етуаль Аїтьєн»                             |                                             |                                             |
| 1943                   | «Арсенал» (Гаїті)                           |                                             |                                             |
| 1944                   | «Етуаль Аїтьєн»                             |                                             |                                             |
| 1945                   | «Отюї Бакарді Клуб»                         |                                             |                                             |
| 1946                   | «Расінг Клуб Аїтьєн»                        |                                             |                                             |
| 1947                   | «Расінг Клуб Аїтьєн»                        |                                             |                                             |
| 1948                   | «Ексельсіор»                                |                                             |                                             |
| 1949                   | Чемпіонат перерваний                        | Чемпіонат перерваний                        | Чемпіонат перерваний                        |
| 1950                   | «Ексельсіор»                                |                                             |                                             |
| 1951                   | «Ексельсіор»                                |                                             |                                             |
| 1952/53                | «Егль Нуар»                                 |                                             |                                             |
| 1953/54                | «Расінг Клуб Аїтьєн»                        |                                             |                                             |
| 1954                   | Не проводився                               | Не проводився                               | Не проводився                               |
| 1955                   | «Егль Нуар»                                 |                                             |                                             |
| 1956                   | «Жонесс Петіон-Вілл»                        |                                             | «Вікторі»                                   |
| 1957                   | «Віолетт»                                   |                                             |                                             |
| 1958                   | «Расінг Клуб Аїтьєн»                        |                                             |                                             |
| 1959-60                | Не проводився                               | Не проводився                               | Не проводився                               |
| 1961                   | «Етуаль Аїтьєн»                             |                                             |                                             |
| 1962                   | «Етуаль Аїтьєн»                             |                                             |                                             |
| 1963-67                | Не проводився                               | Не проводився                               | Не проводився                               |
| 1968                   | «Віолетт»                                   |                                             |                                             |
| 1969                   | «Расінг Клуб Аїтьєн»                        |                                             |                                             |
| 1970                   | «Егль Нуар»                                 |                                             |                                             |
| 1971                   | «Дон Боско»                                 |                                             |                                             |
| 1972-86                | Не проводився                               | Не проводився                               | Не проводився                               |
| Національний чемпіонат |                                             |                                             |                                             |
| 1987/88                | «Егль Нуар»                                 |                                             | «Темпет»                                    |
| 1988/89                | ФІКА                                        | 1-0, 2-1                                    | «Віолетт»                                   |
| 1990                   | ФІКА                                        |                                             | «Расінг Клуб Аїтьєн»                        |
| 1990/91                | ФІКА                                        |                                             |                                             |
| 1991/92                | Не завершився                               | Не завершився                               | Не завершився                               |
| 1992/93                | «Темпет»                                    | 0-0, 2-1                                    | «Руладо»                                    |
| 1993/94                | ФІКА                                        |                                             | AS Capoise                                  |
| 1994/95                | «Віолетт»                                   |                                             |                                             |
| 1996                   | «Расінг»                                    |                                             |                                             |
| 1997                   | «АС Капуа»                                  | 1-1, 4-1                                    | «Дон Боско»                                 |
| 1998                   | ФІКА                                        | 0-0, 14-0                                   | «Расінг»                                    |
| 1999                   | «Віолетт»                                   | Ліга                                        | «Каріока»                                   |
| 2000                   | «Расінг Клуб Аїтьєн»                        | Ліга                                        | «Руладо»                                    |
| 2001                   | ФІКА                                        | Ліга                                        | «Віолетт»                                   |
| 2002-A                 | «Руладо»                                    | Ліга                                        | «Егль Нуар»                                 |
| 2002-C                 | «Расінг Клуб Аїтьєн»                        | Ліга                                        | «Егль Нуар»                                 |
| 2003-A                 | «Дон Боско»                                 | 2-0, 1-0                                    | «АС Кавалі»                                 |
| 2003-C                 | «Руладо»                                    | Ліга                                        | «Вікторі»                                   |
| 2004                   | Не проводився                               | Не проводився                               | Не проводився                               |
| 2004/05-A              | «АС Мірабело»                               | Ліга                                        | «Расінг Клуб Аїтьєн»                        |
| 2004/05-C              | «Балтімор»                                  | Ліга                                        | «Зеніт»                                     |
| 2005/06-A              | «Балтімор»                                  | Ліга                                        | «Расінг»                                    |
| 2005/06-C              | «Егль Нуар»                                 | Ліга                                        | «Дон Боско»                                 |
| 2007-A                 | «Балтімор»                                  | Ліга                                        | «АС Кавалі»                                 |
| 2007-C                 | «АС Кавалі»                                 | Ліга                                        | «АС Капуа»                                  |
| 2008-A                 | «Темпет»                                    | Ліга                                        | «АС Мірабело»                               |
| 2008-C                 | «Расінг»                                    | Ліга                                        | «Балтімор»                                  |
| 2009-A                 | «Темпет»                                    | Ліга                                        | «Расінг Клуб Аїтьєн»                        |
| 2009-C                 | «Расінг Клуб Аїтьєн»                        | Ліга                                        | «АС Кавалі»                                 |
| 2010/11-A              | «Темпет»                                    | Ліга                                        | «Амеріка де Кає»                            |
| 2010/11-C              | «Вікторі»                                   | Ліга                                        | «Амеріка де Кає»                            |
| 2011-A                 | «Балтімор»                                  | Ліга                                        | «Вікторі»                                   |
| 2011-C                 | «Темпет»                                    | Ліга                                        | «Вікторі»                                   |
| 2012                   | «Валенсія Леоган»                           | Ліга                                        | ФІКА                                        |
| 2013                   | «АС Мірабело»                               | Ліга                                        | «Валенсія Леоган»                           |
| 2014-A                 | «Амеріка де Кає»                            | Ліга                                        | «Темпет»                                    |
| 2014-C                 | «Дон Боско»                                 | Ліга                                        | «Темпет»                                    |
| 2015-A                 | «Дон Боско»                                 | 1-0, 1-0                                    | «Амеріка де Кає»                            |
| 2015-C                 | ФІКА                                        | 1-0, 1-0                                    | «Балтімор»                                  |
| 2016-A                 | «Расінг»                                    | 0-0, 1-0                                    | ФІКА                                        |
| 2016-C                 | ФІКА                                        | 0-0, 2-0                                    | «Реал Гоп»                                  |
| 2017-A                 | «Реал Гоп»                                  | 1-2, 1-0                                    | «Расінг»                                    |
| 2017-C                 | «АС Капуа»                                  | 1-0, 3-1                                    | «Расінг»                                    |
| 2018-A                 | «АС Капуа»                                  | 0-0, 1-0                                    | «АС Мірабело»                               |
| 2018-C                 | «Дон Боско»                                 | 0-0, 0-0, 2-1                               | «Аршає»                                     |
| 2019-A                 | «Аршає»                                     | 1-0, 1-1                                    | «Реал Гоп»                                  |
| 2019-C                 | Призупинений через громадянські заворушення | Призупинений через громадянські заворушення | Призупинений через громадянські заворушення |
| 2020-A                 | Скасований через пандемію COVID-19          | Скасований через пандемію COVID-19          | Скасований через пандемію COVID-19          |
| 2020-C                 | Скасовано через зміну календаря             | Скасовано через зміну календаря             | Скасовано через зміну календаря             |
| 2020/21-A              | «Віолетт»                                   | 2-1, 1-0                                    | «Аршає»                                     |
| 2020/21-C              | Скасовано                                   | Скасовано                                   | Скасовано                                   |
| 2021-23                | Не проводився                               | Не проводився                               | Не проводився                               |
| 2024                   | «Реал Гоп»                                  |                                             |                                             |

## Титули по клубах
| Клуб                  | Місто        | Титулів | Останній титул |
| --------------------- | ------------ | ------- | -------------- |
| «Расінг Клуб Аїтьєн»  | Порт-о-Пренс | 14      | 2009 F         |
| ФІКА                  | Кап-Аїтьєн   | 8       | 2016 C         |
| «Віолетт»             | Порт-о-Пренс | 7       | 2020–21 O      |
| «Темпет»              | Сен-Марк     | 5       | 2011 C         |
| «Дон Боско»           | Петьон-Вілль | 5       | 2018 C         |
| «Балтімор»            | Сен-Марк     | 4       | 2011 O         |
| «Егль Нуар»           | Порт-о-Пренс | 4       | 2005–06 F      |
| «Етуаль Аїтьєн»       | Порт-о-Пренс | 3       | 1944           |
| «Ексельсьйор»         | Порт-о-Пренс | 3       | 1951           |
| «Расінг»              | Гонаїв       | 3       | 2016 O         |
| «АС Капуа»            | Кап-Аїтьєн   | 3       | 2018 O         |
| «АС Міребале»         | Міребале     | 2       | 2013           |
| «Отей Бакарді Клуб»   | Порт-о-Пренс | 2       | 1945           |
| «Руладо»              | Гонав        | 2       | 2003 F         |
| «Амеріка-де-Ке»       | Ле-Ке        | 1       | 2014 O         |
| «Аршає»               | Аршає        | 1       | 2019 O         |
| «Арсенал»             | Порт-о-Пренс | 1       | 1943           |
| «Кавалі АС»           | Леоган       | 1       | 2007 F         |
| «Жунесс Петьон-Вілль» | Петьон-Вілль | 1       | 1956           |
| «Реал Гоуп»           | Кап-Аїтьєн   | 1       | 2017 O         |
| «Вікторі»             | Порт-о-Пренс | 1       | 2010 C         |
| «Валенсія»            | Леоган       | 1       | 2012           |
| «Егль Руж»            | Гонаїв       | 1       | 1988           |

## Найкращі бомбардири

### По роках
| Рік     | Ім'я                    | Команда                 | Голи |
| ------- | ----------------------- | ----------------------- | ---- |
| 1999    | Голман П'єр             | ФІКА                    | 19   |
| 2001    | Голман П'єр             | ФІКА                    | 24   |
| 2002    | Жан-Роберт Менелас      | «Руладо»                | 16   |
| 2005–06 | Роскальдо Жеремі        | «АС Мірабело»           | 10   |
| 2008    | Рікардо Шарль           | «Вікторі»               | 12   |
| 2019    | Еліванс Дежан           | «Дон Боско»             | 8    |
| 2020    | Андре Амі Еліванс Дежан | «АС Кавалі» «Дон Боско» | 4    |

### Топ-3 бомбардирів в історії чемпіонату
| Місце | Гравець           | К-ть голів |
| 1     | Жан-Робер Меналас | 116 голів  |
| 2     | Голман П'єр       | 104 голів  |
| 3     | Андре Емі         | 101 голів  |

## Медіа підтримка
Федерація футболу Гаїті має ексклюзивну угоду про мовлення з французьким платним телеканалом Canal+. Угода була офіційно оприлюднена 7 березня 2016 року, п’ятирічна угода розпочалася в кінці квітня 2016 року. Однак фінансові деталі не розголошуються. Угода включає висвітлення та прямі трансляції; 15 матчів за власним вибором у сезоні 2016 року, а також інтерв’ю до та після кожного матчу.
Canal+ Haiti, дочірня компанія, пропонує три пакети для перегляду ігор всередині країни.